# Zealandotachina nigrifemorata
Zealandotachina nigrifemorata är en tvåvingeart som beskrevs av Malloch 1938. Zealandotachina nigrifemorata ingår i släktet Zealandotachina och familjen parasitflugor. Inga underarter finns listade i Catalogue of Life.